# Bactrocera megaspilus
Bactrocera megaspilus
 es una especie de díptero que Hardy describió por primera vez en 1982. Pertenece al género Bactrocera de la familia Tephritidae. 